# Мандла (округ)
Мандла (хинди मंडला जिला; англ. Mandla) — округ в индийском штате Мадхья-Прадеш. Административный центр — город Мандла. Площадь округа — 5800 км². По данным всеиндийской переписи 2001 года население округа составляло 894 236 человек. Уровень грамотности взрослого населения составлял 59,6 %, что примерно соответствовало среднеиндийскому уровню (59,5 %). Доля городского населения составляла 10,3 %.